# Čistke v komunistični partiji Sovjetske zveze
Čistke komunistične partije v Sovjetski zvezi (rusko: "Чистка партийных рядов", chistka partiynykh ryadov, "čiščenje partijskih vrst") so bili sovjetski politični dogodki, zlasti v dvajsetih letih 20. stoletja, v katerih so bili redni pregledi članov sovjetske komunistične partije. Čistko so vodili drugi člani in varnostni organi, da bi se znebili "nezaželenih". Takšni pregledi bi se začeli s kratko avtobiografijo pregledane osebe in nato z zaslišanjem le-tega s strani komisije za čiščenje in tudi prisotnega občinstva. Čeprav je bilo v tem desetletju veliko ljudi žrtev čistke, širša ruska javnost ni bila seznanjena s usmrtitvami v čistkah šele do leta 1937.

Čeprav je izraz "čistka" v veliki meri povezan s stalinizmom, ker so se največje čistke zgodile v času Stalinove vladavine, so boljševiki izvedli prve čistke in javne usmrtitve že po oktobrski revoluciji in v času leninizma, ko je čistke in usmrtitve prvi začel izvajati Vladimir Lenin. Približno 220.000 članov je bilo na Leninov ukaz usmrčenih. Nekateri pa so zaradi strahu, da ne bi tudi oni postali tarča usmrtitev, zapustili partijo. Boljševiki so kot utemeljitev navedli potrebo, da se znebijo članov, ki so se pridružili stranki zgolj, da bi bili na zmagovalni strani. Med glavnimi merili je bil socialni izvor (pripadniki delavskega razreda so običajno bili  sprejeti brez vprašanj) in prispevki k revoluciji.
Prva partijska čistka iz obdobja Josifa Stalina je potekala v letih 1929–30, v skladu z resolucijo XVI partijske konference. Čistke so pod Stalinovo diktaturo postale zelo smrtonosne. Usmrčenih je bilo več kot 10 odstotkov članov partije. Hkrati se je partiji pridružilo precejšnje število novih industrijskih delavcev.

## Operacija Pomlad
Josif Stalin je ukazal izvesti operacijo Pomlad, ki je vključevala zatiranje, aretacije in usmrtitev častnikov Rdeče armade, ki so pred tem služili v ruski cesarski vojski, civilistov, ki so bili naklonjeni Beli gardi/gibanju, ali drugih subverzivcev, ki jih je aretirala OGPU. 3.496 ljudi je bilo aretiranih in 130 usmrčenih v več regijah, zaradi obtožb "pripravljanja vstaj v pričakovanju posredovanja". Stalin je ukazal pobiti tudi veliko svojih sodelavcev.

### Posli
Organizator začetega primera "Pomlad" je bil vodja OGPU Izrail Leplevski. S podporo namestnika predsednika OGPU Genriha Jagode je izvedel vzpon lestvice "pomladi" na lestvico "primer industrijske stranke".
Skupno je bilo po nekaterih poročilih aretiranih več kot 3000 ljudi, med njimi Andrej Snesarjev, A. L. Rodendorf, Aleksander Andrejevič Svečin, Pavel Sitin, F. F.  Novicki, Aleksander Verhovski, I. Galkin, Ju. K. Gravicki, Vladimir Olderogge, V. A. Jabločkin, Nikolaj Sologub, Aleksandr Baltijski, Mihail Dmitrijevič Bonč-Brujevič, N. A. Morozov, Aleksej Gutor, A. H.  Bazarevski, Mihail Matijasevič, V. F. Ržečicki, V. N. Gatovski, P. M. Šarangovič, D. D. Zujev in drugi.

### Zgodovinopisje
Ta primer je zaslovel z izdajo leta 2000 knjige ukrajinskega zgodovinarja Jaroslava Tinčenka, ki je prvič odprl to temo in jo omogočil širšim bralcem. 
Nekateri dokumenti v zvezi z operacijo "Pomlad" so bili objavljeni v Sovjetski zvezi v dvodelni zbirki dokumentov Iz arhiva Čeke, OGPU, NKVD.

## 1932—1935
Stalin je ukazal izvesti naslednjo sistematično čistko v sovjetski komunistični partiji decembra 1932, ki naj bi bila izvedena leta 1933. V tem obdobju so bila nova članstva začasno prekinjena. S skupnim sklepom CK Partije in Centralne kontrolne/nadzorne komisije (CKK) so bila določena merila za usmrtitve in pozvala k ustanovitvi posebnih usmrtitvenih komisij, ki jim je moral poročati vsak komunist. Poleg tega je ta čistka zadevala člane CK in Centralnega revizijskega odbora, ki so bili prej "varni" pred čistkami, ker so bili legalno izvoljeni na partijskih kongresih. Zlasti Nikolaj Buharin, Aleksej Ivanovič Rikov in Mihail Tomski so bili pozvani?, naj si med to čistko zagotovijo? varnost?. Ko so se čistke vršile je postajalo vse bolj očitno, da bo tisto, kar se je začelo kot poskus čiščenja partije neobsojenih in prebeglih članov, doseglo vrhunec ?nič manj kot? usmrtitve integralnih? članov stranke vseh vrst, to je številnih uglednih vodilnih članov partije, ki so vladali režimu več kot desetletje. V tem času je bilo od 1,9 milijona članov partije približno 18 odstotkov, ali skoraj petina, usmrčenih. 
Od leta 1934 dalje, zlasti med Stalinovo veliko čistko, so se konotacije pojma spremenile, saj je bila izključitev iz stranke povezana običajno z aretacijo, z dolgotrajno zaporno kaznijo ali usmrtitvijo. Centralni komite partije je kasneje izjavil, da je uporabljena neprevidna metodologija povzročila resne napake in odklone, ki so ovirale  članov partije.

## Velika čistka
Največje obdobje množičnih usmrtitev v sovjetski komunistični partiji, se je zgodilo med veliko čistko, od leta 1936 pa vse do leta 1938. 
Centralni komite je leta 1935 sprejel resolucijo, s katero je razglasil konec čistk iz leta 1933. Sergej Kirov, vodja leningrajske sekcije komunistične partije, je bil ubit leta 1934. Kot odgovor na Stalinovo veliko čistko je bila ena tretjina članov komunistične partije usmrčena ali obsojena na prisilno delo v koncentracijskih taboriščih. Stalin je sprožil teror med svojo partijo in ga upravičil z marksističnimi načeli. Žrtve Velike čistke so bile postavljene v izgubljajoč scenarij, ne glede na njihov pogled. Morali so priznati svoje pregrehe do stranke in poimenovati sokrivce. Čeprav je bila večina nedolžnih, so se mnogi odločili za imenovanje sostorilcev bodisi v upanju, da bodo izpuščeni na varno, ali pa samo, da bi ustavili njihovo mučenje s strani zasliševalcev, kar je bilo takrat vseprisotno. Najpogosteje je bil zapornik še vedno enako kaznovan, ne glede na to, ali je zanikal svoje zločine, jih priznal in ni zagotovil sostorilcev, ali pa jih je priznal in zagotovil sostorilce. Pri njihovi usodi je bilo malo razlike. Kazen je ostala enaka ne glede na pogoje priznanja. 
Velika čistka ni bila nič manj nevarna za nekaj tujcev, ki so prišli v državo. V enem delu literature se avtor spominja sovjetskega generala, ki je veliko čistko opisal kot "težko razumljiva leta" tako za državljane kot tudi za tujce. Ti tujci so bili obravnavani skoraj enako kot sovjetske etnične manjšine in veljali so za potencialno grožnjo v bližajoči se vojni. Nemcem, Poljakom, Fincem in drugim zahodnjakom je bila pripisana ista usoda, ki jo je doživela buržoazija po koncu NEP. Kazni so segale od deložacije in preselitve do usmrtitve po hitrem postopku.

## Od leta 1953 naprej
Po Stalinovi smrti leta 1953 so se čistke in usmrtitve v sovjetski komunistični partiji končale, ker so se sistematične kampanje izključitve iz partije končale, pa tudi zaradi reform, ki jih je uvedel Nikita Hruščov, s čimer je sprejel manj zatiralsko politiko. Nato se je politični nadzor centra izvajal predvsem z izgubo članstva v partiji in s tem povezanih privilegijev nomenklature, kar je dejansko zmanjšalo človekove priložnosti v družbi. Nepreračunljivi primeri bi se lahko zmanjšali na neosebe z neprostovoljno oddajo v psihiatrično institucijo.